# Midden-Silezisch voetbalkampioenschap 1920/21
In 1920/21 werd het eerste Midden-Silezisch voetbalkampioenschap gespeeld, dat georganiseerd werd door de Zuidoost-Duitse voetbalbond. De competitie was een tussenstation tussen de regionale competities en de Zuidoost-Duitse eindronde. De Breslause competitie werd al sinds 1903 gespeeld, vanaf dit jaar kwamen er nog competities bij en werd er besloten om die regionale kampioenen te laten strijden voor de Midden-Silezische  titel en mocht de kampioel deelnemen aan de Zuidoost-Duitse eindronde. SC Schlesien Breslau werd kampioen en plaatste zich voor de eindronde waar de club in de halve finale verloor van FC Viktoria Forst. 

## 1. Klasse

### Gau Breslau
SC Schlesien Breslau werd kampioen.

### Gau Brieg
Uit de Gau Brieg is enkel de winnaar SV Hertha Brieg bekend.

### Gau Münsterberg
Uit de Gau Münsterberg is enkel de winnaar Sportfreunde 1919 Neiße bekend.

### Gau Oels
Uit de Gau Oels is enkel de winnaar SSC 1901 Oels bekend.

## Eindronde

### Halve finale
|  |                 |       |               |  |
|  | SV Hertha Brieg | 1 – 6 | SSC 1901 Oels |  |
|  |                 |       |               |  |

|  |                      |        |                         |  |
|  | SC Schlesien Breslau | 10 – 1 | Sportfreunde 1919 Neiße |  |
|  |                      |        |                         |  |

### Finale
|  |                      |       |               |  |
|  | SC Schlesien Breslau | 2 – 0 | SSC 1901 Oels |  |
|  |                      |       |               |  |